# Бачка (Львовская область)
Бачка (укр. Бачка) — село в Бусской городской общине Золочевского района Львовской области Украины.
Население по переписи 2001 года составляло 34 человека. Занимает площадь 0,447 км². Почтовый индекс — 80523. Телефонный код — 3264.